# Alexander Vovin
Aleksandr Vladímirovich Vovin (27 de enero de 1961 – 8 de abril de 2022) fue un lingüista y filólogo soviético-estadounidense. Se especializó en lingüística histórica japonesa (con énfasis en etimología, morfología y fonología), así como en filología japonesa del periodo Nara (710-792) y, en menor medida, del periodo Heian (792-1192).
Sus trabajos más importantes incluyen la traducción académica en 20 volúmenes del Manyōshū y una gramática en dos tomos del antiguo japonés occidental; además descifró inscripciones antiguas, incluyendo lenguas conocidas solo por transcripciones chinas, compiló un Diccionario Etimológico de las lenguas japónicas y participó en debates académicos con macrocomparativistas. Recibió el máximo galardón del Instituto Nacional de Humanidades (2015).

## Biografía
Nació en una familia multilingüe: su abuelo materno Yáakov (1908-1975) hablaba alemán, yiddish y ruso; su madre Svetlana (Sophia, 1937-2018) solo hablaba ruso, pero su abuela Alexandra era bilingüe ruso-francesa. Alexandra pasó siete años en el GULAG. La identidad de su padre no está confirmada.
En su infancia aprendió inglés, francés y griego antiguo; posteriormente dominó por sí mismo latín y hebreo. Inicialmente planeaba estudiar persa y árabe en la Facultad Oriental de la Universidad de Leningrado en 1978, pero no pudo ingresar debido a su origen judío; luego, por la misma razón, fue rechazado en el departamento de filología clásica. Finalmente, gracias a la influencia de su tío materno, el psiquiatra jefe de Leningrado Ruslán Vovin, ingresó al departamento de lingüística estructural y lingüística aplicada de la Facultad de Filología. Los estudiantes debían elegir, además del inglés obligatorio, un segundo idioma: japonés o francés, y Vovin escogió japonés. También estudió lenguas indoiranias antiguas con Leonard Guerzenberg, quien lo introdujo a Serguéi Yajontov y lo animó a estudiar lenguas de Asia Oriental. Se graduó en 1983 especializándose en lingüística general e historia lingüística del japonés, con una tesis sobre transcripciones japonesas de palabras sánscritas.
Tras graduarse, trabajó un año en la Sede de Leningrado del Instituto de Estudios Orientales, luego ingresó al posgrado; su supervisora fue Irina Zógraf, además estudió con el indólogo Eduard Tiómkin, chino clásico con Serguéi Yajontov, chino del periodo Tang con Lev Menshikov, japonés clásico con Vladislav Goreglyad, y paleografía india con Margarita Vorobiova-Desiátovskaya. En 1986, tras asistir a la Conferencia Internacional Permanente de Altaística, se interesó por las lenguas túrquicas y conoció al coreanista Ross King, quien luego lo ayudaría a emigrar.
En 1987, a los 26 años y en su segundo año de posgrado, defendió su tesis doctoral sobre lingüística histórica japonesa y literatura antigua: "El lenguaje de la prosa japonesa de la segunda mitad del siglo XI". Posteriormente completó una tesis de habilitación sobre el Cuento del Consejero de Hamamatsu, que amplió pero no pudo publicar en la URSS. Más tarde apareció con Routledge como A Reference Grammar of Classical Japanese Prose. Entre 1987-1990 fue investigador junior en el Instituto de Estudios Orientales de Leningrado.
En esos años comenzó trabajo de campo, estudiando izhorio, chuvasio y el coreano koryo-mar, pero no logró viajar a Japón ni Corea del Norte. Esto, junto con rechazos editoriales, lo decidió a emigrar. En 1990, Ross King lo ayudó a obtener un puesto en la Universidad de Míchigan (1990-1994); en 1992 visitó Japón por primera vez. Luego trabajó en EE. UU.: Universidad de Miami (1994-1995) y Universidad de Hawái (1995-2014), donde fue profesor desde 2003.
Fue profesor visitante en el Centro Internacional de Investigación de Estudios Japoneses en Kioto (2001-2002, 2008-2009), Universidad del Ruhr (Alemania, 2008-2009) y el Instituto Nacional de la Lengua Japonesa y Lingüística en Tokio (2012).
En 2014 se trasladó a Europa como director de investigación en la Escuela de Estudios Superiores en Ciencias Sociales de París. Al año siguiente fue elegido miembro de la Academia Europaea y recibió un premio del Instituto Nacional de Humanidades, además de una beca de 2.47 millones de euros para su Diccionario Etimológico.

## Obra académica
Editó la serie Languages of Asia y cofundó la revista International Journal of Eurasian Linguistics.
Dirigió la traducción académica completa del Manyōshū (759 d. C.), la antología poética más antigua en japonés antiguo, en 20 volúmenes con comentarios críticos. Escribió la gramática más detallada del japonés antiguo occidental: A Descriptive and Comparative Grammar of Western Old Japanese.
Identificó el idioma de la estela de Hui Tolgoi como cercano al mongol medio, y la inscripción de Bugut como rouran.
Investigó el ainu en peligro, lenguas de Asia Interior y lenguas tai-kadai, especialmente aquellas documentadas solo en chino, incluyendo la lengua de los xiongnu (que consideró yeniseica), y textos antiguos y medievales coreanos.
Criticó la hipótesis puyo y la propuesta de Serguéi Stárostin sobre una macrofamilia sino-caucásica.
Inicialmente apoyó la relación genética de las lenguas altaicas (túrquicas, mongólicas, tunguses, coreanas y japónicas), pero entre 1999-2003 rechazó esta teoría y se convirtió en su principal crítico. Para 2021 consideraba esta hipótesis refutada.
Sus últimos proyectos estudiaron paleografía: la inscripción del 753 en la estela Bussokuseki del templo Yakushi-ji, y textos antiguos mongoles, túrquicos y chinos. En 2021 trabajaba en sus memorias Reminiscences.

## Vida personal
Su primera esposa fue Varvara Lebedeva-Vovina (Churakova), con quien tuvo en 1982 a su hijo Alexéi, historiador. En 2000 se casó con Sambi Ishisaki-Vovin, con quien tuvo dos hijos: Jacob (Tomotatsu, 2003) y Alexandra (Marie, 2008).

## Publicaciones
- Vovin, Alexander (1993). A Reconstruction of Proto-Ainu. Leiden: E. J. Brill. ISBN 90-04-09905-0.
- Vovin, Alexander. (2000). Did the Xiong-nu speak a Yeniseian language?. Central Asiatic Journal, 44(1), pages 87–104. JSTOR 41928223

- Vovin, Alexander. (2001). Japanese, Korean and Tungusic. Evidence for genetic relationship from verbal morphology. David B. Honey and David C. Wright (eds.), pages 183–202.
- Vovin, Alexander; Osada Toshiki (長田俊樹), eds. (2003). Perspectives on the Origins of the Japanese Language. Nichibunken sōsho, 31. Kyoto: International Research Center for Japanese Studies. ISBN 978-4-901558-17-4. ISSN 1346-6585.
- Vovin, Alexander (2003). A Reference Grammar of Classical Japanese Prose. London: RoutledgeCurzon. ISBN 0-7007-1716-1.
- Vovin, Alexander. (2003). Once again on lenition in Middle Korean. Korean Studies, 27, pages 85–107. JSTOR 23719571

- Vovin, Alexander (2005). A Descriptive and Comparative Grammar of Western Old Japanese: Part 1: Sources, Script and Phonology, Lexicon and Nominals. Folkestone, Kent: Global Oriental. ISBN 1-901903-14-1. doi:10.1163/9789004213920.
- Vovin, Alexander (2006). The Manchu-Tungusic Languages. Richmond: RoutledgeCurzon. ISBN 978-0-7007-1284-7.
- Vovin, Alexander (2008). Korea-Japonica: A Re-evaluation of a Common Genetic Origin. Hawaii studies on Korea. Honolulu: University of Hawaiʻi Press. ISBN 978-0-8248-3278-0.
- Vovin, Alexander (2009–2018). Man'yoshu: A New English Translation Containing the Original Text, Kana Transliteration, Romanization, Glossing and Commentary. Global Oriental/Brill., 20 volumes
- Vovin, Alexander (2009). A Descriptive and Comparative Grammar of Western Old Japanese: Part 2: Adjectives, Verbs, Adverbs, Conjunctions, Particles, Postpositions. Folkestone, Kent: Global Oriental. ISBN 978-1-905246-82-3. doi:10.1163/ej.9781905246823.i-1376.
- Vovin, Alexander. & McCraw, D. (2011). Old Turkic Kinship Terms in Early Middle Chinese. Türk Dili Araştırmaları Yıllığı Belleten, 59(1), 105–116.
- Vovin, Alexander. (2017). Koreanic loanwords in Khitan and their importance in the decipherment of the latterUso incorrecto de la plantilla enlace roto (enlace roto disponible en Internet Archive; véase el historial, la primera versión y la última).. Acta Orientalia Academiae Scientiarum Hungaricae, 70(2), pages 207–215. doi 10.1556/062.2017.70.2.4
- Vovin, Alexander; Ishisaki-Vovin, Sambi (2021). The Eastern Old Japanese Corpus and Dictionary. Handbook of Oriental Studies, Section 5 Japan, Volume 17. Brill. ISBN 978-90-04-47119-1. doi:10.1163/9789004471665.
- Vovin, Alexander (2021). The Footprints of the Buddha. The Text and the Language. Leiden: Brill. ISBN 978-9-004-44977-0.